# فیل گریویچ
فیل گریویچ (انگلیسی: Phil Greatwich؛ زادهٔ ۲۱ ژانویهٔ ۱۹۸۷) بازیکن فوتبال اهل بریتانیا است.
از باشگاه‌هایی که در آن بازی کرده‌است می‌توان به باشگاه فوتبال برجس هیل تاون اشاره کرد.
وی همچنین در تیم ملی فوتبال فیلیپین بازی کرده‌است.